# Grupa Wyznaniowa „Shri Vidya”
Grupa Wyznaniowa „Shri Vidya” (znana także pod skróconą nazwą „Shri Vidya”, wymowa :Śri Widja) – hinduistyczny związek wyznaniowy działający w Polsce w latach 1993–2005.

## Rejestracja
Ruch został wpisany do Rejestru Wyznań i Innych Związków Wyznaniowych zarejestrowanych w Polsce w dniu 12 stycznia 1993 roku pod pozycją 74 w Wydziale Do Spraw Wyznań i Innych Związków Wyznaniowych przy Urzędzie Rady Ministrów.
Grupa została założona przez Adama Wojtanka i była wyznaniem hinduistycznym w tradycji śaktyzmu tantrycznego, opartym o Wedy, adwajtawedantę oraz nauki Adi Śankary.

## Doktryna
Podejmowała wyjaśnienia nauk tego wyznania poprzez pryzmat tradycji prasłowiańskiej, jak i innych tradycji indoeuropejskich w celu przybliżenia tej odmiany hinduizmu szerszemu odbiorcy.
„Ważną rolę w praktyce duchowej odgrywał kult Matki. Działalność Grupy polegała na próbie połączenia wątków wedyjskich z kulturą Zachodu”.

## Wkład
Śri Vidya wydawała dla własnych potrzeb mało nakładowe wydawnictwa.
- „Wiedza o Bogu”
- „Zasady etyczne w Śri Vidya Jodze”

### Publikacje założyciela
- „Mały podręcznik Śri Vidyi” Autor: Adam Wojtanek, 1996. ISBN 83-905708-2-3
- „Starożytne religie Matki”. Autor: Adam Wojtanek, Shri Vidya, 1998. EAN: 9788390570877
- „Wiara i etyka”, Autor: Adam Wojtanek, 1998. EAN: 9788390570839, EAN: 9788390570815
- „Związki jogi z kultami dawnych Słowian”. Autor: Adam Wojtanek, Wegetarianin Nr 1(2), 1994.

### Publikacje Pawła Nowaka
- „Wielka Bogini-Matka w śaktyzmie”. Autor: Paweł Nowak. Warszawa 1999.
- „Między Dunajem a Brahmaputrą. Wielka Macierz Bogów - jedność i przemiana neo-eneolitycznych społeczeństw”. Autor: Paweł Nowak. Przegląd Religioznawczy, 1999, nr 3/4 (193/194).

## Recepcja w mediach
W okresie nagonek medialnych wobec nowych wyznań, skarga grupy została złożona do Zarządu TVP.

## Rozwiązanie
Grupa samorozwiązała się na własną prośbę z powodu znikomego zainteresowania. W dniu 12 stycznia 2005 roku Grupa została wykreślona z Rejestru wyznań.

## Literatura przedmiotu
- „Wyznania religijne * Stowarzyszenia narodowościowe i etniczne w Polsce 1993-1996”. Wydawnictwo GUS, Zespół Wyznań Religijnych I Narodowościowych, 1997.
- „Nowe ruchy religijne i para-religijne w Polsce”. Autor: Tadeusz Doktór, Wydawnictwo Werbinum, 1999.
- „Religie niechrześcijańskie w Polsce”. Autor: Maria Marczewska-Rytko, Wydawnictwo UMCS, 1997.